# Château du Saulce
Le château du Saulce est un château situé sur la commune d'Escolives-Sainte-Camille,  dans le département de l'Yonne, en France.

## Localisation
Le château se trouve au nord-est du village en rive gauche de l'Yonne.

## Historique
L'édifice est partiellement inscrit au titre des monuments historiques par arrêté du 24 juin 2008.

## Parc
Un parc arboré de 4 hectares avec bassin et fontaine est présent.